# Primal Fear
Прајмал фир (енгл. Primal Fear) је немачки пауер метал бенд. Основали су га Ралф Шеперс, бивши певач Гама реја и Мет Синер из групе Синер 1997. године, након што је Шеперс напустио Гама реј.

## Дискографија

### Студијски албуми
- (1998)
- (1999)
- (2001)
- (2002)
- (2004)
- (2005)
- (2007)
- (2009)
- (2012)
- (2014)
- (2016)
- (2018)
- (2020)
- (2023)
- (2025)